# OP ruft Dr. Bruckner - Die besten Ärzte Deutschlands
OP ruft Dr. Bruckner - Die besten Ärzte Deutschlands  è una serie televisiva tedesca prodotta dal 1996 al 2000 da Phoenix Film per RTL Television. Protagonista, nel ruolo del Dottor Thomas Bruckner, è l'attore Bernhard Schir; altri interpreti principali sono Michael Degen, Gundula Rapsch, Karin Giegerich, Ercan Özcelik, Paul Faßnacht, Dirk Martens, Peter Gavajda, ecc.
La serie si compone di 4 stagioni, per un totale di 50 episodi (49 di cui uno in due parti), della durata di 45 minuti ciascuno. Il primo episodio (in due parti), intitolato Das Wolfskind, venne trasmesso in prima visione il 13 novembre 1996; l'ultimo, intitolato Day Dream, fu trasmesso in prima visione il 15 novembre 2000.

## Trama
Il Dottor Thomas Bruckner è un chirurgo del Medical Center di Berlino ed è famoso per i suoi metodi di cura non convenzionali. Bruckner ha l'appoggio di alcuni colleghi, in particolare del Dottor Bergmann, direttore dell'ospedale, e della Dott.ssa Virginia Moll, ginecologa.

## Personaggi e interpreti
- Dott. Thomas Bruckner, interpretato da Bernhard Schir
- Prof. Bergmann, interpretato Michael Degen: è il direttore dell'ospedale
- Dott.ssa Virginia Moll, interpretata da Gundula Rapsch: è ginecologa[2]
- Dott. Ramin Beroz, interpretato da Ercan Özcelik: è neurochirurgo[2]
- Dott. Oswald Weinroth, interpretato da Peter Gavajda: è ortopedico[2]
- Dott. Norbert Nölling, interpretato da Jan Sosniok: è medico al pronto soccorso[2]; è innamorato dell'infermiera Maria-Inez Samt.[2]

## Episodi
| Stagione         | Puntate | Prima TV Germania | Prima TV Italia |
| ---------------- | ------- | ----------------- | --------------- |
| Prima stagione   | 18 (17) | 1996              | inedita         |
| Seconda stagione | 6       | 1998              | inedita         |
| Terza stagione   | 16      | 1999              | inedita         |
| Quarta stagione  | 10      | 2000              | inedita         |